# منظار المنصف
منظار المنصف (بالإنجليزية: Mediastinoscopy)‏ هو أداة رفيعة تشبه الأنبوب تستخدم لفحص الأنسجة والعقد اللمفاوية في المنطقة بين الرئتين (المنصف) في عملية تسمى تنظير المنصف. هذه الأنسجة تشمل القلب وأوعيته الدموية الكبيرة والقصبة الهوائية والمريء والقصبة الهوائية.منظار المنصف يحتوي على ضوء وعدسة للمشاهدة وقد تحتوي على أداة لإزالة الأنسجة. يتم إدخالها داخل الصدر عن طريق شق فوق عظم الصدر.